# Walsenburg
Walsenburg é uma cidade localizada no estado americano do Colorado, no Condado de Huerfano.

## Demografia
Segundo o censo americano de 2000, a sua população era de 4182 habitantes.
Em 2006, foi estimada uma população de 3943, um decréscimo de 239 (-5.7%).

## Geografia
De acordo com o United States Census Bureau tem uma área de
6,0 km², dos quais 6,0 km² cobertos por terra e 0,0 km² cobertos por água.

## Localidades na vizinhança
O diagrama seguinte representa as localidades num raio de 56 km ao redor de Walsenburg.